# Microtus transcaspicus
Microtus transcaspicus es una especie de roedor de la familia Cricetidae. Se distribuye por las zonas de montaña de Irán y Turkmenistán. Los avistamientos en Afganistán probablemente sean de Microtus ilaeus. Habita en zonas áridas de montaña, en algunas zonas ocupando los valles fluviales donde hay más humedad y vegetación. Se le puede encontrar desde los 300 a los 2 000 metros.
Se alimenta de las partes verdes de diferentes plantas. Vive en colonias formadas por pequeñas unidades familiares. Pueden dar entre dos y tres camadas al año, que de media se componen de seis crias.